# The Saboteur
The Saboteur là một game hành động phiêu lưu góc nhìn thứ ba thế giới mở neo-noir lấy bối cảnh thời kỳ Đức Quốc Xã chiếm đóng nước Pháp trong Thế chiến II. Game do hãng Electronic Arts phát hành và là trò chơi cuối cùng được phát triển bởi Pandemic Studios.

## Cốt truyện
Game lấy bối cảnh vào năm 1940, xoay quanh nhân vật chính mang tên Sean Devlin (dựa trên William Grover-Williams), là một thợ máy đua xe người Ireland có tật nghiện rượu, thường xuyên tham gia vào các nhóm đua của Paris. Anh đến Saarbrucken, cùng với người thầy Vittore Morini, người bạn thân Jules Rousseau và cô em gái của Jules tên Veronique. Sean sẽ tranh tài trong giải Grand Prix, và nhanh chóng gặp lại cô bạn gái lúc có lúc không và đồng nghiệp của mình là Skylar St. Claire. Anh bắt đầu ganh đua với Kurt Dierker, tay đua và nhà vô địch nổi tiếng của Đức Quốc Xã. Trong cuộc đua, Dierker chơi gian lận bằng cách bắn vào một trong những lốp xe của Sean. Để trả thù, Sean và Jules dự định xâm nhập vào nhà máy Doppelsieg mà Dierker làm việc để phá hoại chiếc xe của hắn, bất chấp lời cảnh báo của Skylar rằng Dierker không giống như họ nghĩ đâu. Tại nhà máy, Sean và Jules bị bắt giam và chịu cảnh tra tấn của Dierker, kẻ tiết lộ mình chính là một tư lệnh SS làm việc cho Đức Quốc Xã và tin rằng họ là gián điệp của Anh. Dierker tra tấn và sát hại Jules ngay trước mắt Sean, trước khi Sean tìm cách trốn thoát chỉ để chứng kiến bọn phát xít Đức đổ bộ vào thị trấn. Sean giải cứu Vittore và Veronique trước khi họ trốn sang Paris. Sean kể cho gia đình Jules về những gì đã xảy ra với anh ta, và thề sẽ bắt Dierker trả nợ máu.
Nhiều tháng sau, Sean đang sống ở nhà thổ La Belle Du Nuit, anh được tiếp cận Luc Gaudin, một nhà văn và là người lãnh đạo cuộc kháng chiến chống lại sự chiếm đóng của Đức Quốc Xã, và là người yêu của Veronique. Anh nói Sean nên tham gia kháng chiến, và Sean được giao nhiệm vụ dò la các hoạt động của Đức Quốc Xã và giết các sĩ quan cao cấp. Anh cũng tham gia với các nhà lãnh đạo và thành viên kháng chiến khác, trong đó có Cha xứ Denis, một linh mục Công giáo bị bắt hoàn tục, Duval Mingle, người đã bị người yêu phản bội để đến với một quan chức cấp cao của Đức Quốc Xã, và Margot Bonniare, người tìm cách bảo vệ nền văn hóa Pháp mà Đức Quốc Xã muốn phá hủy. Thông qua công việc của mình, Sean xây dựng danh tiếng như là một thành viên của quân kháng chiến, và cuối cùng các đội khủng bố của Đức Quốc Xã được buông lỏng ở Paris, dưới sự chỉ huy của Dierker, người chịu trách nhiệm về an ninh, đang săn đuổi và sát hại các thành viên của quân kháng chiến.
Sean gặp lại Skylar một lần nữa, cô tiết lộ mình là một điệp viên Anh, rồi đưa Sean đến gặp cấp trên của cô. Họ giao cho anh một loạt nhiệm vụ gồm có việc ăn cắp một rương kho báu từ tay quân Đức. Sean và Skylar đã mau chóng giải cứu một nhà khoa học người Đức là Tiến sĩ Kessler. Nhà khoa học này đã tiết lộ rằng nhà máy Doppelsieg chỉ là cái vỏ ngoài của một nhà máy sản xuất vũ khí hạt nhân mà chính phủ Đức buộc ông ta phải tạo ra. Sau khi Kessler được giải thoát, ông ta từ chối làm việc với bất cứ ai trừ khi cứu được cô con gái Maria của ông ta. Sean nhanh chóng giải cứu Maria khỏi những kẻ bắt giữ và đưa cô đến trụ sở kháng chiến, chẳng bao lâu khu này bị quân Đức tấn công, buộc họ phải chạy trốn đến hầm mộ. Trong cuộc đột kích này, Veronique bị bắt và chuẩn bị bị xử tử tại Nhà thờ Đức Bà Paris, khiến Sean phải ra tay cứu cô.
Luc lên kế hoạch ám sát các quan chức của Đức Quốc Xã, cả nhóm sẽ tổ chức một cuộc đua, rồi lái chiếc xe ôtô mang bom lao thẳng vào quân địch. Trong khi Sean thắng cuộc đua thành công và quét sạch phần lớn quan chức Đức, Dierker vẫn còn sống và nắm quyền kiểm soát tàn dư Đức Quốc Xã. Để trả đũa, phát xít Đức đã đột kích nhà thổ La Belle Du Nuit, giết chết bố mẹ của Veronique, cũng như Vittore. Sean lái xe đến chỗ hầm mộ, nơi mà quân kháng chiến đang bị lực lượng phát xít Đức tấn công. Trong lúc Sean chiến đấu với chúng, Luc bị mắc kẹt bên dưới những tảng đá, buộc Veronique phải giết anh ta để anh ta không bị bắt sống. Trên hết, Tiến sĩ Kessler và Maria lại bị quân Đức bắt được.
Sean, Veronique và Skylar cùng đột kích nhà máy Doppelsieg và giải cứu bố con Kessler. Khi Tiến sĩ Kessler được giải thoát, ông và Sean tiếp tục tháo dỡ vũ khí và cho nổ tung nhà máy trước khi họ chạy thoát. Với việc nhà máy bị phá hủy và bố con Kessler được giải cứu, Sean và Veronique liền quay về Paris, tại đây người dân đã nổi dậy chống đối chính quyền phát xít Đức, và Veronique trở thành lãnh đạo mới của quân kháng chiến. Sean đã lần theo dấu vết Dierker lên tới Tháp Eiffel, nơi hắn đang hành quyết người của mình vì không làm tròn nhiệm vụ. Sean cuối cùng cũng có dịp đối mặt với Dierker ở đầu ngọn tháp, và anh có hai lựa chọn: hoặc là bắn Dierker rớt khỏi tháp hoặc là để Dierker tự mình nhảy xuống dưới tháp. Với cái chết của Dierker, Veronique hỏi Sean liệu đó có phải là kết thúc hay không, và Sean trả lời cô là "Chỉ mới bắt đầu".

## Lối chơi
Người chơi sẽ vào vai Sean, một thành viên kháng chiến phe Đồng Minh chống phát xít Đức ngay trên đất Pháp. Nhiệm vụ của anh rất đơn giản, phá hoại các cơ sở chiến lược của Đức, cũng như tìm diệt những tên thủ ác nhằm trả thù cho bạn bè đã bị bọn phát xít tàn sát một cách dã man ngay trước mắt mình. Người chơi sẽ điều khiển Sean xuyên suốt thủ đô Paris dưới sự chiếm đóng của quân Đức, một số vùng nông thôn Pháp và các vùng của Đức. Lối chơi của game thiên về hành động lén lút nhiều hơn là chiến đấu theo kiểu "tả xung hữu đột", bởi Sean vốn không phải là một người lính, anh chỉ là dân thường được huấn luyện sơ sài cộng thêm ý chí trả thù được nung nấu trong lòng mà thành một người lính du kích, vì thế người chơi sẽ bắt gặp những hành động của anh đôi lúc vụng về và rất khó khăn.
Màu sắc là một yếu tố quan trọng trong lối chơi. Các khu vực bị Đức Quốc Xã kiểm soát nặng nề được thể hiện bằng màu đen và trắng, ngoại trừ tròng đen của các nhân vật, đèn đường, máu và các biểu tượng màu xanh của quân kháng chiến Pháp, và các biểu tượng Đức khác nhau, có màu đỏ tươi và trọn bộ với những chữ Vạn. Trong những khu vực này, lính Đức hiện diện với số lượng lớn, đủ sức làm cho các hoạt động quấy phá của Sean dễ bị phát hiện. Để "truyền cảm hứng" cho khu này, người chơi phải làm suy yếu lực lượng Đức chiếm đóng khu vực này. Khi làm như vậy, những cư dân trong phố mới lấy lại niềm hy vọng của họ, tượng trưng về mặt hình ảnh bằng cách biến những khu này trở nên sôi động và đầy sắc màu. Quân Đức ở những khu vực này sẽ không bị trục xuất hoàn toàn nhưng Sean có cơ hội trốn thoát cao hơn vì chúng sẽ không còn ở khắp nơi, và chủ yếu tập trung vào các căn cứ quân sự, doanh trại, trạm kiểm soát, trụ sở chính và các địa điểm chiến lược quan trọng khác. Ngoài ra, người Pháp sẽ đóng vai trò tích cực trong cuộc đấu tranh tại các vùng có màu. Ví dụ, nếu Sean giao chiến với lính Đức trong một khu vực có màu, các đồng minh như quân kháng chiến Pháp, du kích Maquis, và thậm chí là cả thường dân Pháp sẽ can thiệp chống lại những kẻ chiếm đóng.
Trong suốt quá trình chơi game, Sean có thể nâng cấp khả năng và kho vũ khí của mình thông qua hệ thống "Perks", chẳng hạn như nâng cao độ chính xác của súng bắn tỉa, số đạn cho tất cả vũ khí, sức sát thương và nhiều thứ khác. Perks thu được thông qua các hành động như trốn tránh cảnh báo ở mức cao, bắn phá mục tiêu hoặc phá hủy một số lượng đồn bốt hoặc xe cộ của quân Đức với một yêu cầu nhất định. Người chơi cũng có khả năng leo trèo công trình và chạy qua mái nhà, nơi đôi khi tìm thấy các hộp tiếp tế của quân Anh hoặc kiếm được vị trí có tầm nhìn tốt để bắn tỉa các mục tiêu ở dưới đất. Nhà để xe có thể cung cấp các tiện ích khác như đỗ xe tại đây và sửa chữa những chiếc xe bị hư hỏng. Người chơi cũng có thể tham gia vào những trận đánh tay đôi hoặc sử dụng một cách tiếp cận bí mật hơn, chẳng hạn như hành động lén lút hoặc sử dụng bộ quân phục của lính Đức Quốc Xã làm đồ ngụy trang thâm nhập vào căn cứ địch.
Nếu chẳng may người chơi phải bỏ mạng trong những chuyến đi quanh thành phố, Sean sẽ mất hết vũ khí và lựu đạn đã được trang bị trước khi chết. Người chơi có thể mua vũ khí, đạn dược, chất nổ, bản đồ và những món đồ khác từ một số thương gia chợ đen. Một khi Sean đã sắm sửa vũ khí từ các tay buôn thì tha hồ trang bị cho mình với vũ khí đó bất cứ lúc nào cũng được.

### The Midnight Show
Mã cho bản vá có thể tải xuống mang tên "The Midnight Show" được cung cấp miễn phí cho những người đã mua bản sao của trò chơi trên Xbox 360 hoặc PlayStation 3. Đối với phiên bản Windows, nội dung bổ sung đã được đưa vào đĩa. Nội dung sau đó được phát hành trên Xbox Live Marketplace và trên PlayStation Network (ở Anh, nội dung miễn phí) cho những người không có mã này.
Nội dung bổ sung cung cấp cho người chơi những nhà thổ và các điểm ẩn mới. Nó cũng bao gồm một minigame giúp người chơi có thể kiếm được các item trong game chẳng hạn như một chiếc xe không tìm thấy trong phần chiến dịch chính. Tuy nhiên, đáng chú ý nhất là việc cài đặt add-on tự động hiển thị cảnh tất cả các cô gái nhà thổ trong game để ngực trần, dù rằng người chơi vẫn có thể bật tắt tính năng khỏa thân. Điều này gây ra một số tranh cãi vào thời điểm phát hành của game.

## Phát triển
Trò chơi này được gọi là bài hát thiên nga của nhà phát triển, vì Pandemic Studios đã được thanh lý sau khi hoàn thành game.
Sau khi trò chơi được phát hành, khách hàng báo cáo rằng game không thể chơi được bằng card đồ họa ATI. Một số nhà bán lẻ trò chơi, bao gồm cả Direct2Drive, đã đưa ra lời cảnh báo trên các trang web của họ tuyên bố những vấn đề gặp phải với tính tương thích của trò chơi. Giải pháp thay thế yêu cầu người sử dụng để vô hiệu hóa tiến trình đa nhân hoàn toàn, sẽ làm giảm đáng kể hiệu suất của máy tính. Nhân viên Pandemic đã thừa nhận vấn đề này và phát hành bản vá lỗi beta vào ngày 18 tháng 12 năm 2009. Bản báo cáo patch nói rằng người dùng với các CPU quad core có thể sẽ gặp phải những vấn đề phát trực tuyến nghiêm trọng, đòi hỏi phải hạn chế trò chơi xuống thành core đơn nhất như là một giải pháp thay thế. Điều này bất chấp các thông số kỹ thuật được đề nghị của trò chơi ghi vào danh sách bộ CPU quad core.

## Đón nhận
The Saboteur nhận được những nhận xét nhìn chung khá tích cực. Các trang web tổng hợp kết quả đánh giá GameRankings và Metacritic đã chấm cho phiên bản Xbox 360 số điểm là 75.12% dựa trên 47 đánh giá và 73/100 dựa trên 69 đánh giá, phiên bản PlayStation 3 là 73.95% dựa trên 31 đánh giá và 72/100 dựa trên 54 đánh giá và phiên bản Microsoft Windows là 73.00% dựa trên 13 đánh giá và 76/100 dựa trên 20 đánh giá.
IGN xếp hạng The Saboteur với số điểm 7.5/10, ca ngợi âm thanh, hình ảnh trắng đen và "những câu chuyện giật gân rẻ tiền", trong khi chỉ trích lối chơi chưa được bóng bẩy của nó và hoạt cảnh ngớ ngẩn. GameTrailers chấm cho game số điểm 7.6/10, gọi trò chơi này là một tựa game hủy diệt thế giới mở khác nữa của năm 2009. Trò chơi được ca ngợi mang tính vui nhộn, dù trang web đã chỉ trích phần lồng tiếng chập chình, chất lượng đồ họa khác nhau và sản phẩm cuối cùng chưa được tao nhã. X-Play đã chấm cho game 3/5 điểm, khen ngợi phong cách và bối cảnh độc đáo của nó, và sự đa dạng của lối chơi, nhưng lại chỉ trích cốt truyện được thực hiện kém cỏi, AI của kẻ thù, và các lỗi khác nhau.
Phiên bản PlayStation 3 đã được ghi nhận về kỹ thuật chống răng cưa của nó trên một hệ máy console vốn có truyền thống gặp khó khăn với AA. Sử dụng một trong các bộ xử lý Synergistic Processing Unit của PS3 để thực hiện việc tách biên và làm mờ sau ảnh, trong các điều kiện tối ưu, nó sẽ quản lý tương đương với 16xAA. Trò chơi thường được so sánh với Velvet Assassin, phát hành cùng năm và có tính thẩm mỹ và cách chơi tương tự.